# Michael Eneramo
Michael Eneramo (født 26. november 1985 i Kaduna) er en nigeriansk professionel fodboldspiller, Han har blandt andet spillet for tyrkiske Beşiktaş.